# Eupithecia muscula
Eupithecia muscula är en fjärilsart som beskrevs av Max Joseph Bastelberger 1907. Eupithecia muscula ingår i släktet Eupithecia och familjen mätare. Inga underarter finns listade i Catalogue of Life.